# Greenwoodochromis bellcrossi
Greenwoodochromis bellcrossi es una especie de peces de la familia Cichlidae en el orden de los Perciformes.

## Morfología
Los machos pueden llegar alcanzar los 18,5 cm de longitud total.

## Hábitat
Es una especie de clima tropical

## Distribución geográfica
Se encuentran en África: sur del lago Tanganica.